# 7410 Кавадзое
7410 Кавадзое (7410 Kawazoe) — астероїд головного поясу, відкритий 20 серпня 1990 року.
Тіссеранів параметр щодо Юпітера — 3,128.